# 赵德全 (1883年)
赵德全（1883年—1912年）清末民初軍人。近代革命者。字纯臣。出生于湖北省鄖陽府郧县。貴州辛亥革命指導人物之一。

## 生平
二十岁入清军鄂军，任排长。1904年（光绪30年）调贵州新军，任队官。1911年10月武昌起义爆发，他与新军彭景祥等秘密串连兵士准备起义，被推为新军临时代表。11月3日，陆军学堂学生首先起义，成为新军革命派。翌日貴州軍政府成立。杨荩诚为都督，他为副都督，领兵入贵阳城。不久，楊北伐救援湖北黎元洪、趙代理都督。后贵州军政府内部，杨荩诚的新軍革命派、張百麟的自治派、任可澄的立憲派、劉顕世的旧軍間发生激烈对立。趙在“二.二事变”后改任贵州都督府都督。
1912年3月唐继尧率滇军入贵阳，赵德全逃跑，被俘，5月被杀于修文县毛栗铺。